# Galium eruptivum
Galium eruptivum là một loài thực vật có hoa trong họ Thiến thảo. Loài này được Krendl mô tả khoa học đầu tiên năm 2003.